# サンシュ1世 (ガスコーニュ公)
サンチョ1世ロペズもしくはルプ・サンシュ、ルポ・サンシュ (バスク語: Antso Otsoa, フランス語: Sanche Loup, Gascony: Sans Lop, スペイン語: Sancho Lobo or Lope) は、ヴァスコニア (ガスコーニュ）公 (在位: 801年 - 812年)。
サンシュ1世の親は分かっていないが、固有名詞学や文献学の研究により、ヴァスコニア公ルポ2世の息子だと考えられている。
歴史上サンシュの名は、「ヴァスコン人のドゥクス、ルプス・サンチョ」として最初に登場する。このことから、彼はかなりバスク人的な人物だったことがわかる。サンシュ1世は801年にフランク王ルートヴィヒ1世の軍の指揮官としてバルセロナを落とし、また彼自身もガスコーニュの支配者だった。エルモルドゥス・ニゲルスが詩の中でサンシュ1世を「カール大帝に育てられた子」と讃えていることから、彼はフランク王の宮廷で育ったことがうかがえる。このことから考えると、サンシュ1世は元はカール大帝によってヴァスコニアに派遣された公であったとも考えられる。
サンシュ1世はおそらくルポ3世サンチュール、スガン1世、ガルサンドの兄であり、アズナー1世サンチェスやサンシュ2世（サンチョ2世）の父だった。またポワトゥー伯エメノンの妻サンチャはサンシュ1世の娘もしくは孫だった可能性がある。サンシュ1世は812年に死去し、おそらく弟のスガン1世が後を継いだ。